# Anisognathus flavinucha
La tangara boliviana (Anisognathus flavinucha) es una especie —o la subespecie Anisognathus somptuosus flavinucha, dependiendo de la clasificación considerada— de ave paseriforme de la familia Thraupidae, perteneciente al  género Anisognathus. Es nativa de la región andina del oeste de América del Sur.  

## Distribución y hábitat
Se distribuye desde el sureste de Perú (Cuzco) hasta el noroeste de Bolivia (oeste de Santa Cruz), con una población disjunta en el sur de Bolivia (Chuquisaca).
Esta especie es generalmente común en sus hábitats naturales: los bosques montanos y sus bordes entre los 900 y 2300 m de altitud.

## Sistemática

### Descripción original
La especie A. flavinucha fue descrita por primera vez por los naturalistas franceses Alcide d'Orbigny & Frédéric de Lafresnaye en 1837 bajo el nombre científico Tachyphonus flavinucha; su localidad tipo es: «Yungas, Bolivia».

### Etimología
El nombre genérico masculino «Anisognathus» se compone de las palabras griegas «anisos»: desigual, y «gnathos»: mandíbula inferior; y el nombre de la especie «flavinucha» se compone de las palabras del latín «flavus»: amarillo, y «nuchus»: nuca.

### Taxonomía
La presente especie es tratada como una subespecie de Anisognathus somptuosus; sin embargo, las clasificaciones Aves del Mundo (HBW) y Birdlife International (BLI) la consideran como una especie separada con base en diferencias dramáticas de vocalización, y también morfológicas (dorso negro, y no verde musgo oscuro, con contrastante rabadilla azul cobalto). Esta separación no es seguida todavía por otras clasificaciones. Es monotípica.